# 大豆粕
大豆粕（だいずかす、英: soybean meal）とは、ダイズから大豆油を絞り取ったあとの大豆の粕を粉砕して作られた粉末である。大豆ミールや脱脂加工大豆ともいう。
| 成分                   | 比率 |
| ---------------------- | ---- |
| 乾燥固形物             | 89%  |
| 粗タンパク質           | 48%  |
| 粗繊維                 | 0.3% |
| 中性デタージェント繊維 | 7.1% |

## 概要
大豆油は、大豆を絞ることで採油するが、単純な圧搾では効率が低いため溶媒抽出法が用いられる。溶媒抽出法で脂質が分離される大豆粕は、相対的にタンパク質や炭水化物の含有率が増加するため飼料や醸造に適した原材料となる。豚、鶏、牛、馬、羊、魚の飼料としてのタンパク質の供給源や飼料の増量剤として使用されるほか、醤油や味噌の原料としても利用される。
暗い色の種の皮、または黒い大豆のへそが粉末に望ましくない暗い斑点を残すため、大豆粕は高品質で、健全で、きれいな、脱皮黄色大豆から作られる。アメリカ合衆国のすべての商業用の大豆は黄色または黄褐色のものが使用されている。

## 歴史

### 日本
飼料や食用などへの使用用途が開発されていなかった大正年間では、主に肥料として利用されており、日本国内で消費されていた人造肥料の3割（金額ベース）が大豆粕という時代もあった。また、直接人間の食用となることもあり、1918年の米価暴騰の折には田尻稲次郎が豆粕飯の有用性を提唱し、自ら常食としたほか、各種加工食品・サプリメントのタンパク源として用いられる。

### 北朝鮮
1990年代、北朝鮮は苦難の行軍と呼ばれる深刻な食糧難に陥った。この時、北朝鮮ではブタの飼料として用いられてきた大豆粕から代替肉であるインジョコギが作られるようになった。食糧難が過ぎたあとも闇市場（ジャンマダン）の屋台などで、米を詰めてソースをかけた料理であるインジョコギバップが売られている。